# Cani e sciacalli
Cani e sciacalli è il nome moderno dato a un gioco dell'Antico Egitto, conosciuto da molti esempi di scacchiere e pezzi da gioco trovati negli scavi. È un gioco da tavolo per due giocatori molto comune nell'Antico Egitto, anche se sono stati trovate delle scacchiere in Palestina, Mesopotamia e Assiria, e anche nel Caucaso.
La scacchiera è una scatola in legno rettangolare a forma di mobile appoggiata sulle zampe di animali. La parte superiore della scacchiera, fatta in avorio, è decorata con la figura di una palma e un percorso di cinquantotto fori che sono sicuramente destinati all'inserimento delle pedine. Nel cassetto all'interno della scacchiera sono conservate dieci pedine fatte in avorio, dalla forma di corti bastoni, cinque scolpiti con la testa di un cane e cinque con la testa di sciacallo.
Secondo gli studi archeologici, il gioco risalirebbe al Medio Regno. Uno degli esemplari del gioco risale alla XIII dinastia, ed è stato ritrovato nel 1910 nella tomba di Amenemhat IV a Tebe. Questo esemplare, il migliore conservato, si trova oggi nel Metropolitan Museum of Art a New York. Inoltre, nell'estate del 1999, negli scavi di Abido è stato trovato un altro esemplare dal team universitario della Pennsylvania. In totale, più di 68 tavolieri del gioco sono stati scoperti negli scavi archeologici in Siria (Tell Ajlun, Ras el-Ain, Khafaje), Israele (Tel Beth Shean, Gezer), Iraq (Uruk, Nippur, Ur, Nineveh, Ashur, Babilonia), Iran (Tappeh Sialk, Susa, Luristan), Turchia (Karalhuyuk, Kutlete, Acemhuyuk), Azerbaigian (Gobustan) e nello stesso Egitto (Buhen, El-Lahun, Sedment). Nel 2018 sono stati trovati degli esemplari a Gobustan, Azerbaigian.
In realtà, il nome originale del gioco è sconosciuto, e gli è stato attribuito più di un nome dagli archeologi
- L'archeologo Howard Carter l'ha chiamato Cani e sciacalli data la forma delle teste delle pedine
- William Mathew Flinders Petrie, l'ha chiamato 58 buche dati gli altrettanti fori che la scacchiera presenta (29 per ciascuna metà)[4];
- Shen è il nome meno comune per questo gioco, ed è stato iscritto nei geroglifici egizi intorno a un grosso foro trovato in alcune tavole del gioco[4];
- Il gioco è anche chiamato "gioco della palma".

Ad oggi non si conoscono le regole esatte del gioco ma molto probabilmente lo scopo era forse quello di iniziare da un punto del tavoliere e portare tutte le proprie pedine a un altro punto della scacchiera. Il foro in cima alla scacchiera è leggermente più grande degli altri ed è facile ipotizzare fosse il punto finale per entrambi i giocatori.

## Ricostruzione delle regole
Dopo aver scelto uno dei due percorsi disponibili, entrambi devono iniziare dalla prima casella e arrivare alla trentesima. I giocatori, a turno, lanciano i dadi e muovono le pedine a seconda del risultato:
- 1 faccia colorata: 1 casella e il giocatore tira di nuovo i dadi.
- 2 facce colorate: 2 caselle.
- 3 facce colorate: 3 caselle.
- 4 facce colorate: 4 caselle.
- Nessuna faccia colorata: 5 caselle.

Per inserire una pedina sulla scacchiera serve un tiro da 1. Una volta fatto la pedina viene posta sulla prima casella del rispettivo percorso e il giocatore tira di nuovo.
Nessuna casella può essere occupata da più di una pedina. I giocatori possono usare soltanto le caselle del loro percorso e mai occupare quelli dell'avversario fatta eccezione per la trentesima casella, comune per entrambi i giocatori. Se una pedina occupa uno dei quadrati segnati dal cerchio allora forma un ostacolo insormontabile per le altre caselle finché non viene di nuovo mossa.
Una pedina che occupa caselle tipo la sesta o l'ottava può usarla per saltare delle caselle (ad esempio arrivare direttamente nella decima o nella ventesima), a condizione che quella casella sia libera; in caso contrario è possibile attendere che lo sia, ma in tal caso non è possibile saltare a quella casella se non con un tiro da 1.
Per rimuovere una pedina dal tabellone tale pedina deve arrivare alla trentesima casella per poi uscirne tramite un tiro senza facce (ovvero un tiro che faccia muovere una pedina di ben cinque caselle). Una volta rimosso con successo la pedina il giocatore ottiene un punto. Il primo giocatore che rimuove tutte le proprie pedine dalla scacchiera vince la partita.